# Нићифор Атоски
Преподобни Никифор (Никифор Исихаста) је православни светитељ. Прво је био римокатолик, па је потом прешао у Православље. Подвизавао се као монах у Светој гори са Теолиптом мудрим. Био је учитељ славноме Григорију Палами, и написао је дело о умној молитви. Преминуо је мирно у XIV веку. Он је учио: "Сабери ум свој, и принуди га да уђе у срце, и тамо остане. Када се ум твој утврди у срцу, не треба да стоји празан, но непрестано нека чини молитву: Господе Исусе Христе, Сине Божји, помилуј ме! И никад да не умукне. Кроз то ће се уселити у тебе цео низ врлина: љубав, радост, мир, и остало, због којих ће после тога свака твоја прозба у Бога бити испуњена". Он је са Светим Јованом Лествичником увео исихазам на Свету гору.
Српска православна црква слави га 4. маја по црквеном, а 17. маја по грегоријанском календару.